# Philip Morris (persoon)

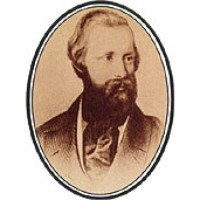
Philip Morris

Philip Morris (1835 - 1873) was een Britse verkoper van tabakswaren en een stichter van Philip Morris Companies Inc. Hij was een van de eerste mensen die in de jaren 1860 handgerolde sigaretten verkocht onder de merknamen Oxford en Cambridge Blues.